# Pallacanestro Varese 1993-1994
Il Campionato 1993-94 è stato il secondo condotto in serie A2 per la squadra varesina, sponsorizzata dalla Cagiva di Varese. Il vertice della società cambia; viene sostituito il presidente ed ex cestista Marino Zanatta ed il suo posto viene assunto da Antonio Cappellari. La proprietà è rappresentata da Edo Bulgheroni, figlio di Antonio, nonché fratello del playmaker Gianantonio. Confermato l'allenatore, Edoardo "Dodo" Rusconi, la squadra subisce un profondo rinnovamento. Francesco Vescovi viene dato in prestito alla Kleenex Pistoia, vengono ceduti i due stranieri, Johnny Rogers e Mike Reddick. Bulgheroni rientra dal prestito alla Robur et Fides Varese, Davide Bianchi è acquistato dalla Stefanel Trieste, Riccardo Esposito è in prestito dalla Benetton Treviso. Il posto dei due statunitensi viene ricoperto da Mark Buford, sostituito dal 6 marzo 1994, ottava giornata di ritorno, da Evers Burns, e dalla guardia Arijan Komazec, croato, primo giocatore dell'Est Europa a militare a Varese. Komazec proviene dalla squadra greca del Panathinaikos, da cui si allontana per motivi personali, e viene contattato da Cappellari, che riesce a sottrarlo all'interesse di altre squadre europee.
Al termine della prima parte del Campionato la "Cagiva Varese" conquista il primo posto. promossa nella massima serie, disputando i Play-off, dove giunge agli ottavi, persi contro la Filodoro Bologna.
In Coppa Italia la squadra varesina giunge agli ottavi di finale, venendo sconfitta nel settembre del 1993 dalla Scavolini Pesaro.

## Roster 1993/1994
| No. | Nome                   | Nazionalità            | Ruolo     | Nato nel | Altezza |
| --- | ---------------------- | ---------------------- | --------- | -------- | ------- |
| -   | Davide Bianchi         | Italia (bandiera)      | Guardia   | 1969     | 1,87 m  |
| -   | Daniele Biganzoli      | Italia (bandiera)      | Playmaker | 1971     | 1,85 m  |
| -   | Gianantonio Bulgheroni | Italia (bandiera)      | Playmaker | 1971     | 1,85 m  |
| -   | Evers Burns            | Stati Uniti (bandiera) | Centro    | 1971     | 2,05 m  |
| -   | Arijan Komazec         | Croazia (bandiera)     | Guardia   | 1970     | 2,01 m  |
| -   | Paolo Conti            | Italia (bandiera)      | Ala-Pivot | 1969     | 2,08 m  |
| -   | Riccardo Esposito      | Italia (bandiera)      | Ala       | 1966     | 2,02 m  |
| -   | Andrea Meneghin        | Italia (bandiera)      | Ala       | 1974     | 2,00 m  |
| -   | Luca Merli             | Italia (bandiera)      |           | 1974     |         |
| -   | Giovanni Savio         | Italia (bandiera)      | Centro    | 1968     | 2,06 m  |

## Giocatori tagliati
| No. | Nome         | Nazionalità            | Ruolo  | Nato nel | Altezza | Fino al    |
| --- | ------------ | ---------------------- | ------ | -------- | ------- | ---------- |
| -   | Mark Buford  | Stati Uniti (bandiera) | Centro | 1970     | 2,06 m  | 27/02/1994 |
| -   | Andrea Conti | Italia (bandiera)      |        | 1974     |         | 27/01/1994 |

Head Coach: Dodo Rusconi